# Plutão
Plutão (designação de planeta menor: 134340 Plutão) é um planeta anão do Sistema Solar e o nono maior e décimo mais massivo objeto observado diretamente orbitando o Sol. Originalmente classificado como um planeta, Plutão é atualmente o maior membro conhecido do cinturão de Kuiper, uma região de corpos além da órbita de Netuno.
Como outros membros do cinturão de Kuiper, Plutão é composto primariamente de rocha e gelo e é relativamente pequeno, com aproximadamente um quinto da massa da Lua e um terço de seu volume. Ele tem uma órbita altamente inclinada e excêntrica que o leva de 30 a 49 UA do Sol. Isso faz Plutão ficar periodicamente mais perto do Sol do que Netuno (Neptuno). Atualmente Plutão está a 32,9 UA do Sol.
Plutão foi descoberto em 1930 por Clyde Tombaugh e até 2006 foi considerado o nono planeta do Sistema Solar. A partir de 1992, com a descoberta de vários outros objetos similares a ele no Sistema Solar externo, sua classificação como um planeta começou a ser questionada, especialmente após a descoberta em 2005 de Éris, 27% mais massivo que Plutão. Em 2006 a União Astronômica Internacional (UAI) criou uma definição formal do termo "planeta", a qual fez Plutão deixar de ser planeta e ganhar a nova classificação de planeta anão, juntamente com Éris e Ceres. Há cientistas que afirmam que Plutão, assim como outros planetas anões e candidatos, deveriam ser classificados como planetas.
Plutão tem cinco luas conhecidas: Caronte (a maior, com metade do diâmetro de Plutão), Estige, Nix, Cérbero e Hidra. Plutão e Caronte são às vezes considerados um planeta binário porque o baricentro de suas órbitas não se encontra em nenhum dos corpos, e sim no espaço livre entre eles. A UAI ainda não criou uma definição formal para planetas anões binários, e Caronte é oficialmente classificado como satélite de Plutão. Em 14 de julho de 2015, a sonda espacial New Horizons se tornou a primeira a sobrevoar Plutão. Durante seu sobrevoo, a New Horizons fez medições e observações detalhadas de Plutão e suas luas.

## Descoberta

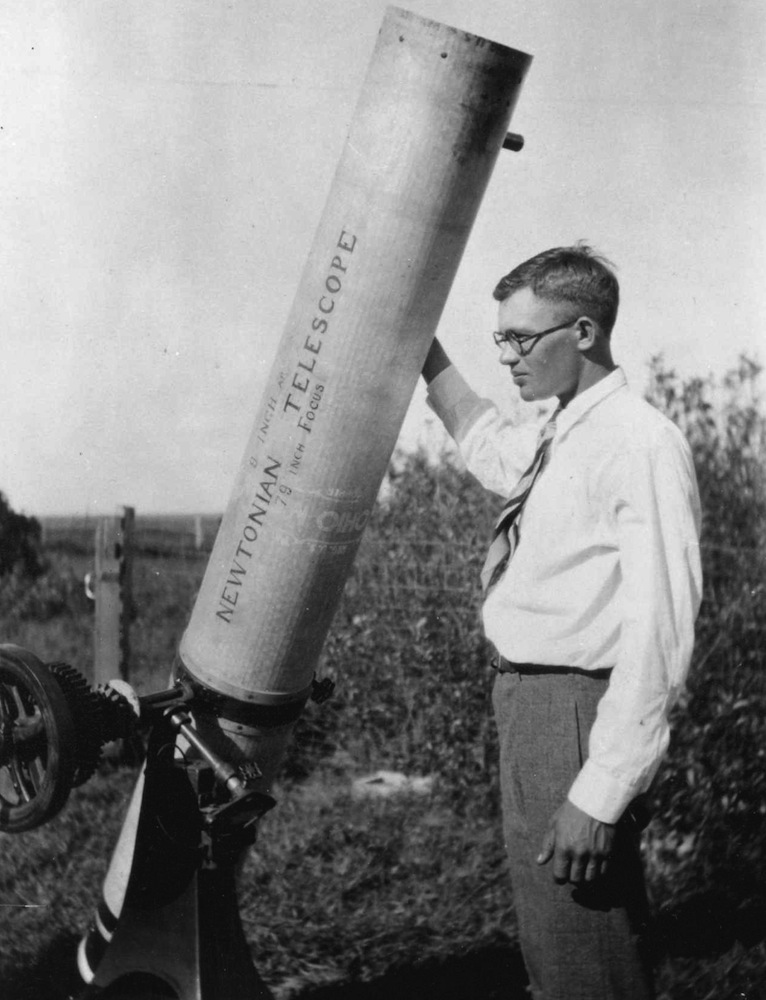
Clyde Tombaugh, o descobridor de Plutão

Em 1840, usando mecânica newtoniana, Urbain Le Verrier previu a posição de Netuno, que na época não tinha sido descoberto ainda, com base em perturbações na órbita de Urano. Observações subsequentes de Netuno no final do século XIX fizeram astrônomos especularem que a órbita de Urano estava sendo perturbada por outro planeta. Em 1906, Percival Lowell, fundador do Observatório Lowell, iniciou um grande projeto de procurar um possível nono planeta, que ele chamou de Planeta X. Em 1909, Lowell e William H. Pickering sugeriram várias possíveis coordenadas celestiais para esse planeta. Lowell continuou observando o céu à procura do Planeta X até sua morte em 1916, mas não achou nada. Apesar disso, ele fotografou Plutão duas vezes, mas não o reconheceu.
Depois da morte de Lowell, a busca pelo Planeta X ficou parada até 1929, quando Vesto Melvin Slipher deu a tarefa de achar o Planeta X a Clyde Tombaugh, que tinha acabado de chegar ao Observatório Lowell. A tarefa de Tombaugh foi fotografar o céu noturno e depois de duas semanas tirar outra foto, e então examinar os pares de fotos para ver se houve movimento de algum objeto. Em 18 de fevereiro de 1930, depois de cerca de um ano de observações, Tombaugh descobriu um possível objeto em movimento em fotografias tiradas em 23 de janeiro e em 29 de janeiro daquele ano. Uma imagem de menor qualidade tirada em 21 de janeiro ajudou a confirmar o movimento. Depois de observações feitas para confirmar o movimento, notícias da descoberta foram telegrafadas para o Harvard College Observatory em 13 de março de 1930.

### Nomeação

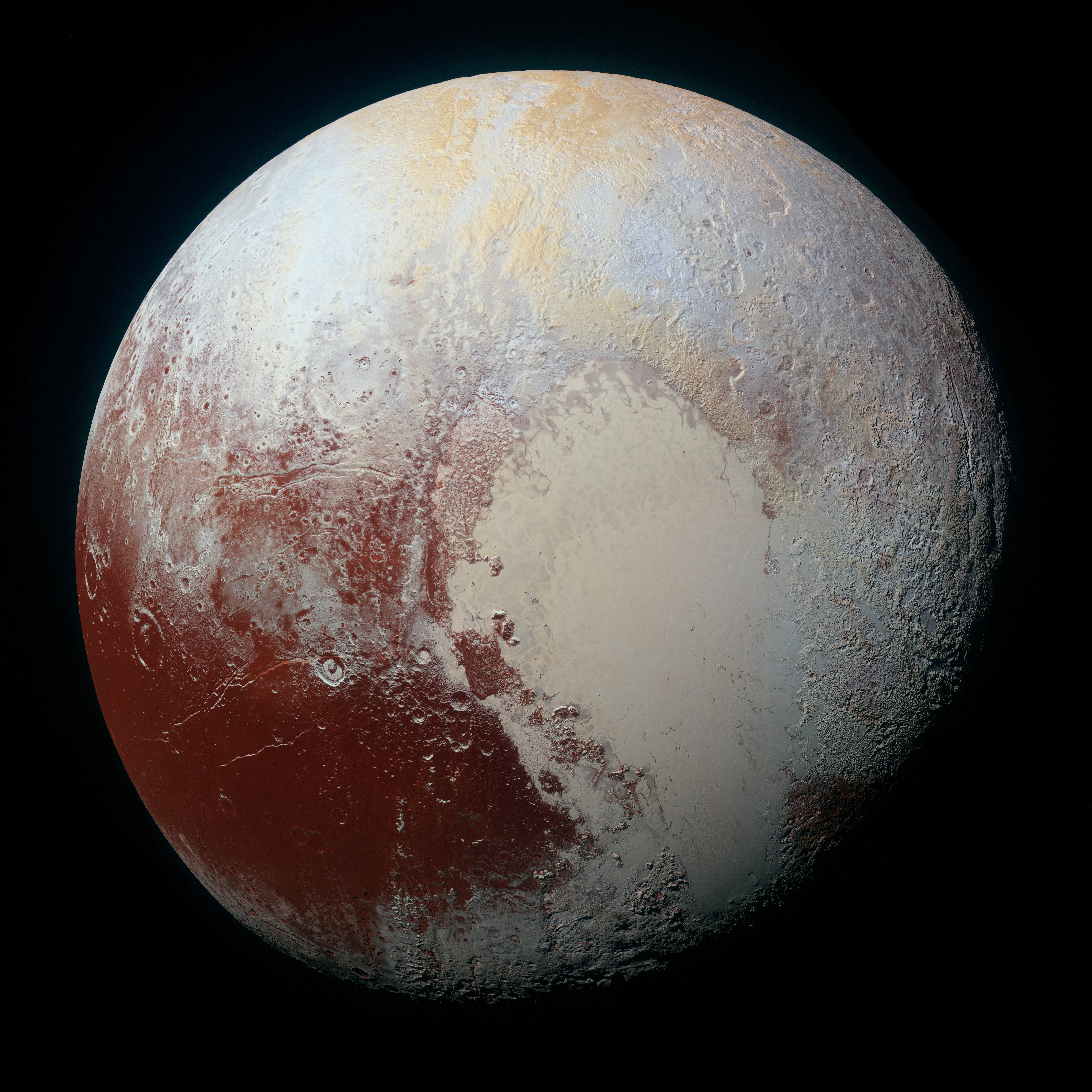
Foto colorizada de Plutão

O Observatório Lowell, que tinha o direito de nomear o novo planeta, recebeu mais de 1 000 sugestões do mundo inteiro, variando de Atlas a Zynal. Tombaugh pediu a Slipher que sugerisse um nome para o objeto antes que alguém fizesse isso. Constance Lowell também sugeriu alguns nomes, incluindo Zeus, Lowell e o seu próprio primeiro nome, porém essas sugestões foram ignoradas.
O nome Plutão foi sugerido por Venetia Burney (mais tarde Venetia Phair), uma menina de onze anos de Oxford. Venetia era interessada em mitologia clássica assim como em astronomia, e escolheu o nome do deus romano do submundo, Plutão, adequado para um objeto presumivelmente escuro e gelado. Ela sugeriu o nome durante uma conversa com seu avô, Falconer Madan, um ex-bibliotecário da Biblioteca Bodleiana. Madan passou o nome ao professor Herbert Hall Turner, que telegrafou para seus colegas nos Estados Unidos.
O objeto foi nomeado oficialmente em 24 de março de 1930. Cada membro do Observatório Lowell podia votar em um nome de uma pequena lista de três opções: Minerva (que já era o nome de um asteroide), Cronos (que perdeu reputação por ter sido proposto pelo astrônomo impopular Thomas Jefferson Jackson See) e Plutão. Plutão recebeu todos os votos. O nome foi anunciado em 1 de maio de 1930. Depois de anúncio do nome, Venetia recebeu cinco libras como recompensa.
Logo em seguida, o nome foi usado pela cultura popular: o personagem da Disney Pluto foi nomeado em homenagem ao "novo" planeta. Em 1941, Glenn Theodore Seaborg nomeou o elemento recém-descoberto plutônio a partir de Plutão, mantendo a tradição de nomear elementos a partir de planetas recém-descobertos, como urânio, que foi nomeado a partir de Urano, e netúnio, que foi nomeado a partir de Netuno.
Objetos no sistema de Plutão são tradicionalmente nomeados em homenagem a figuras em mitologias do submundo, de modo que algumas características se mantêm nesse tema. A fossa de Sleipnir é uma longa e estreita depressão, nomeada para o cavalo de oito patas que levou o deus nórdico Odin ao mundo dos mortos. Adlivun Cavus é um poço chamado por conta do submundo inuit. Tartarus Dorsa é uma crista elevada, ironicamente chamada para o poço mais profundo e mais sombrio do submundo grego.

### Morte do Planeta X
| Ano  | Massa                 | Notas                           |
| ---- | --------------------- | ------------------------------- |
| 1931 | 1 Terra               | Nicholson & Mayall              |
| 1948 | 0,1 (1/10 Terra)      | Kuiper                          |
| 1976 | 0,01 (1/100 Terra)    | Cruikshank, Pilcher, & Morrison |
| 1978 | 0,002 (2/1 000 Terra) | Christy & Harrington            |

Quando achado, o pequeno brilho de Plutão e a falta de um disco resolúvel causaram dúvidas se ele era o Planeta X. A sua massa estimada foi diminuindo conforme o século XX foi passando, e foi apenas em 1978, com a descoberta da lua Caronte, que se tornou possível a medição de sua massa pela primeira vez. A massa de Plutão, que é de apenas 0,2% da massa da Terra, era muito pequena para explicar as perturbações na órbita de Urano. Buscas subsequentes para achar o Planeta X, feitas principalmente por Robert Sutton Harrington, falharam. Em 1992, Myles Standish usou dados obtidos pela visita da Voyager 2 a Netuno, que revisou sua massa total, para recalcular seus efeitos gravitacionais em Urano. Com as novas informações, as perturbações foram explicadas, e a necessidade do Planeta X sumiu. Atualmente, a maioria dos cientistas concorda que o Planeta X, como Lowell o descreveu, não existe. Em 1915, Lowell fez previsões da posição do Planeta X, que foi próxima da posição real de Plutão naquela época; no entanto, Ernest W. Brown concluiu que isso foi apenas uma coincidência.

### Nomenclatura
O nome de Plutão foi escolhido em parte para invocar as letras iniciais do nome do astrônomo Percival Lowell. Um de seu símbolos astronômicos é um monograma P-L (). O outro é semelhante ao de Netuno (), mas em vez do tridente há um círculo (). Estes são raros na astronomia hoje, mas comuns na astrologia.
Em japonês, chinês e coreano, o nome Plutão foi traduzido como estrela rei do submundo (冥王星), como sugerido por Hōei Nojiri em 1930. Muitas outras línguas não-europeias usam uma transliteração de "Plutão" como seus nomes para o objeto; no entanto, algumas línguas indianas usam uma forma de Yama, o guardião do inferno da mitologia hindu, como Yamdev em guzerate.

## Órbita e rotação

Este diagrama mostra as posições relativas de Plutão (em vermelho) e Netuno (em azul) em diferentes datas. O tamanho de Plutão e Netuno é proporcional à distância entre eles para enfatizar a aproximação de 1896

Órbita de Plutão - perspectiva da eclíptica. Esta "vista lateral" da órbita de Plutão (em vermelho) mostra a sua forte inclinação orbital, em comparação com a órbita mais normal de Netuno (em azul).

Plutão leva 248 anos para completar uma órbita. Desde que foi descoberto, Plutão ainda não completou uma volta ao redor do sol. Isso ocorrerá somente em 2178.
Suas características orbitais são bastante diferentes das dos planetas, que seguem uma órbita quase circular ao redor do Sol próximo a um plano horizontal chamado eclíptica. Em contraste, a órbita de Plutão é altamente inclinada em relação à eclíptica (mais de 17°) e excêntrica. Devido a essa excentricidade, uma pequena parte da órbita de Plutão está mais próxima do Sol do que a de Netuno. A última vez que Plutão ficou mais próximo do Sol do que Netuno foi entre 7 de fevereiro de 1979 e 11 de fevereiro de 1999. Cálculos precisos indicam que a vez anterior que isso aconteceu durou apenas 14 anos, entre 11 de julho de 1735 e 15 de setembro de 1749, enquanto que de 30 de abril de 1483 a 23 de julho de 1503 também durou 20 anos. Apesar de esse padrão repetitivo sugerir uma órbita regular, a órbita de Plutão é, a longo prazo, caótica.
Atualmente Plutão está a 32,32 UA do Sol.

### Relação com Netuno
Apesar de a órbita de Plutão parecer cruzar a órbita de Netuno numa perspectiva de cima, as órbitas dos dois objetos estão alinhadas, e então eles não podem colidir, ou nem mesmo se aproximar um do outro.
Ao analisar as órbitas de Plutão e Netuno, pode-se observar que elas não se cruzam. Quando Plutão está mais perto do Sol do que Netuno, a sua órbita cruza a de Netuno, vista de cima; porém ela está 8 UA acima do caminho de Netuno, evitando uma colisão. Os nodos orbitais de Plutão (os pontos onde sua órbita atravessa a eclíptica) são separados dos de Netuno por mais de 21°.

Órbita de Plutão - perspectiva polar. Esta "vista de cima" mostra como a órbita de Plutão (em vermelho) é menos circular do que a de Netuno (em azul). Também demonstra como Plutão por vezes se aproxima mais do Sol do que Netuno. As metades escuras de ambas as órbitas correspondem a posições abaixo da eclíptica

No entanto, apenas isso não é suficiente para proteger Plutão. Perturbações dos planetas (especialmente Netuno) poderiam alterar aspectos da órbita de Plutão ao longo de milhões de anos, e uma colisão seria possível. O mecanismo mais significativo que evita Plutão e Netuno de colidirem é a ressonância orbital de 3:2 que há entre eles, ou seja, a cada três órbitas que Netuno faz ao redor do Sol, Plutão faz duas. Então, os dois objetos voltam a suas posições iniciais e o ciclo de 500 anos continua. Esse padrão se repete e a cada ciclo de 500 anos, durante o primeiro periélio de Plutão, ele está a 50° "na frente" de Netuno, enquanto no segundo está a 50° "atrás" de Netuno.
A ressonância 3:2 entre Plutão e Netuno é estável, e é preservada por milhões de anos. Isso evita que uma órbita mude em relação à outra; o ciclo sempre repete-se do mesmo jeito, e os dois corpos nunca passam perto um do outro. Portanto, mesmo se a órbita de Plutão não fosse inclinada, ele e Netuno nunca se colidiriam.

### Outros fatores
Estudos numéricos mostraram que, ao longo de milhares de anos, a natureza geral do alinhamento entre Plutão e Netuno não muda. No entanto, há várias outras ressonâncias e interações que governam os detalhes de seu movimento relativo, e melhoram a estabilidade de Plutão. Isso vem principalmente de outros dois mecanismos (além da ressonância 3:2).
Primeiro, o argumento do periélio de Plutão, o ângulo entre os pontos onda ele cruza e eclíptica e o ponto onde ele está mais próximo do Sol, libra cerca de 90°. Isso significa que quando Plutão está mais perto do Sol, ele também está no seu ponto mais longe do plano do Sistema Solar, evitando encontros com Netuno. Isso é uma consequência direta do mecanismo Kozai. Em relação a Netuno, a amplitude de libração é de 38°, então a separação angular do periélio de Plutão com a órbita de Netuno é sempre maior que 52° (90°–38°). Uma separação angular como essa mais perto ocorre a cada 10 000 anos.
Segundo, as longitudes dos nós ascendentes dos dois corpos (o ponto onde eles cruzam a eclíptica) estão em uma ressonância próxima com a libração. Quando as duas longitudes estão iguais o periélio de Plutão se localiza exatamente a 90°, e ele chega mais perto do Sol em seu pico acima da órbita de Netuno. Em outras palavras, quando Plutão intercepta o plano da órbita de Netuno mais perto, ele precisa estar em seu ponto mais longe além dele. Isso é conhecido como super-ressonância 1:1, e é controlada por todos os planetas jovianos.
Descoberta em 2015, embora a equipe da missão New Horizons ainda não está pronto para declarar que as manchas observadas são gêiseres atirando plumas de vapores sobre Plutão, os cientistas dizem que as manchas e estrias se assemelham a gêiseres ativos na lua de Netuno, Tritão que foram descobertos em 1989.

### Rotação
O período de rotação de Plutão é igual a 6,39 dias. Como Urano, Plutão gira de "lado" em relação ao seu plano orbital, como uma inclinação axial de 120°, então a variação entre suas estações do ano é extrema; durante o solstício, um hemisfério está permanentemente de dia, enquanto o outro está permanentemente de noite.

## Características físicas
Plutão está muito longe da Terra, o que dificulta observações detalhadas e envio de sondas. Alguns detalhes de Plutão foram revelados pela sonda New Horizons em 2015, ainda muito detalhes vão continuar desconhecidos.

### O coração de Plutão

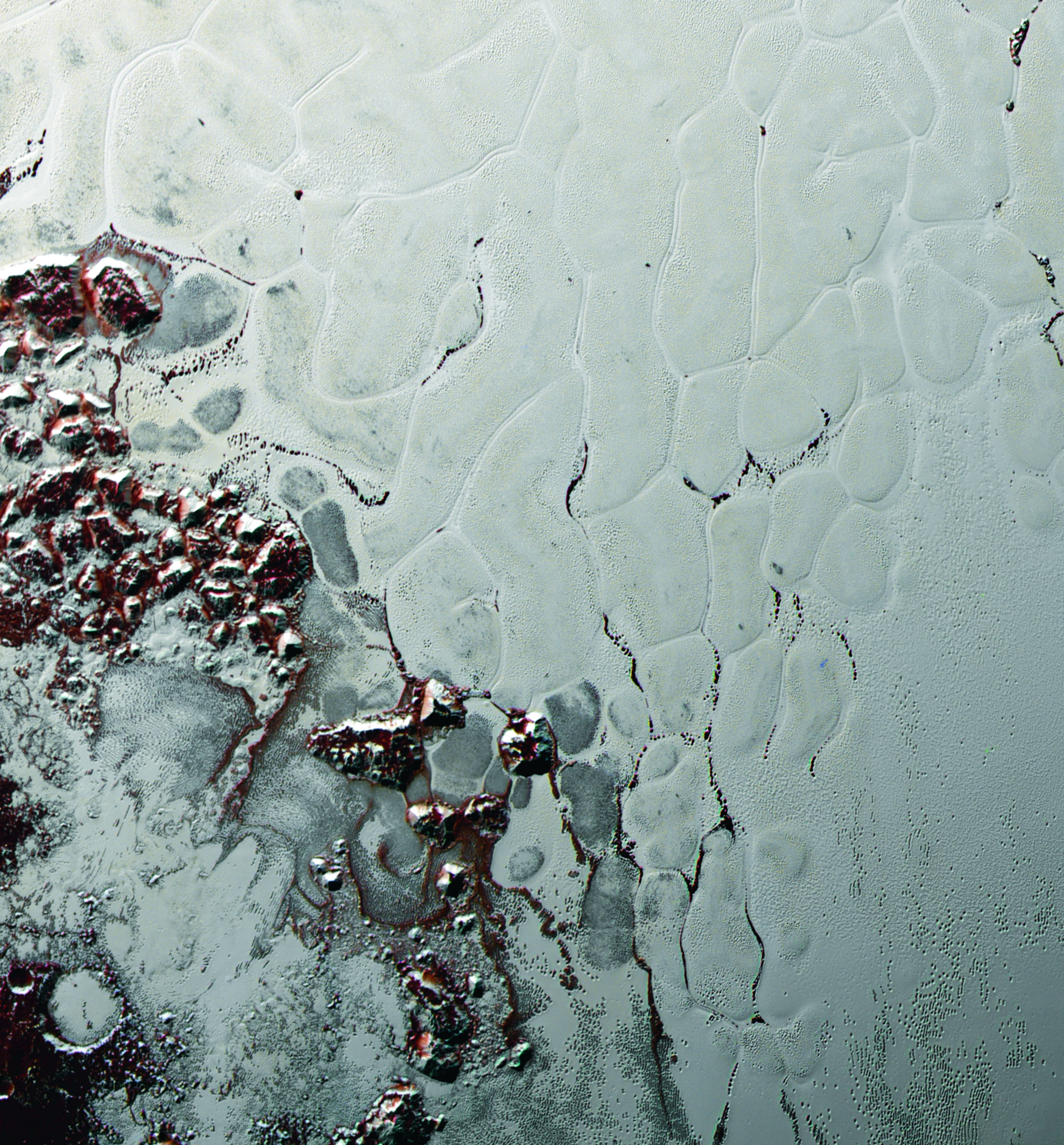
Sputnik Planitia é coberta por "células" de gelo que são geologicamente jovens e mudam de posição devido a um processo chamado convecção

De todas as características físicas, a "Sputnik Planitia" originalmente chamada "Sputnik Planum", popularmente conhecida como o coração de Plutão, é hoje a característica geográfica mais reconhecível do planeta. Essas planícies em forma de coração, segundo um estudo, são recortadas com dunas de areia, onde a areia é feita de gelo sólido de metano.

### Geografia

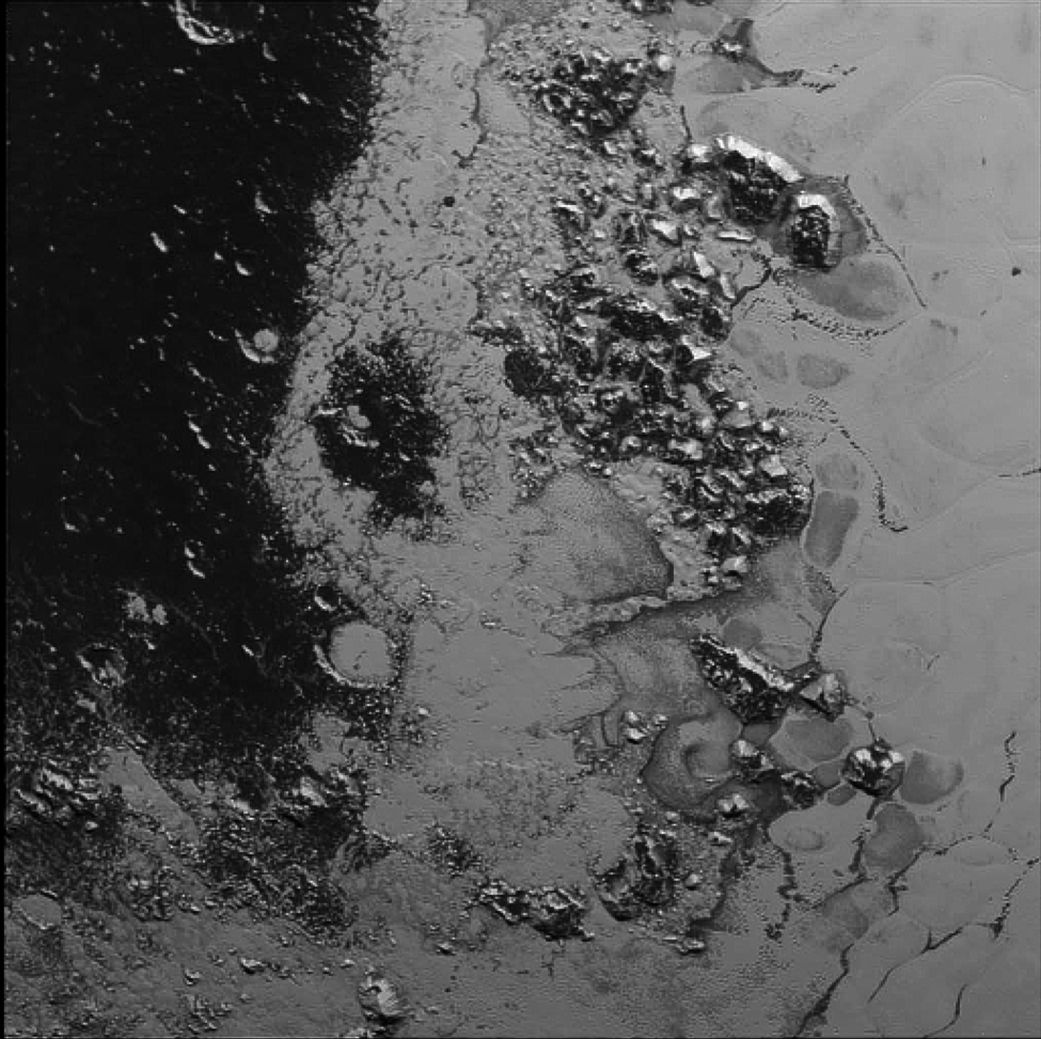
Visão aproximada da superfície de Plutão ilustrando a grande diversidade de refletividade de sua superfície e formas geológicas distintas

A geografia plutoniana está voltada principalmente para o que é chamado geografia física na Terra; isto é, a distribuição de características físicas em todo Plutão e suas representações cartográficas. Em 14 de julho de 2015, a espaçonave New Horizons se tornou a primeira espaçonave a voar por Plutão e durante seu breve sobrevoo, a sonda fez medições geográficas e observações detalhadas de Plutão e suas luas.

#### Aparência e superfície

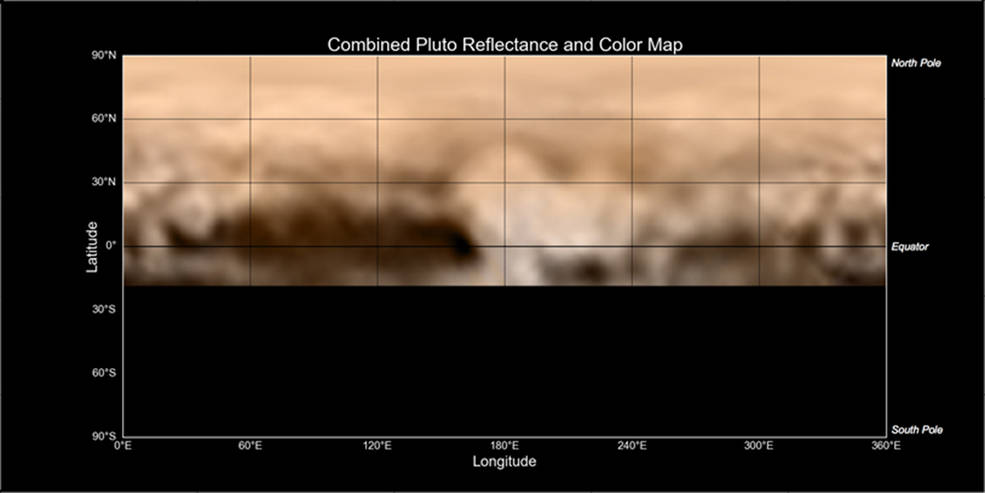
Mapa da superfície de Plutão, mostrando grandes variações de cor e albedo

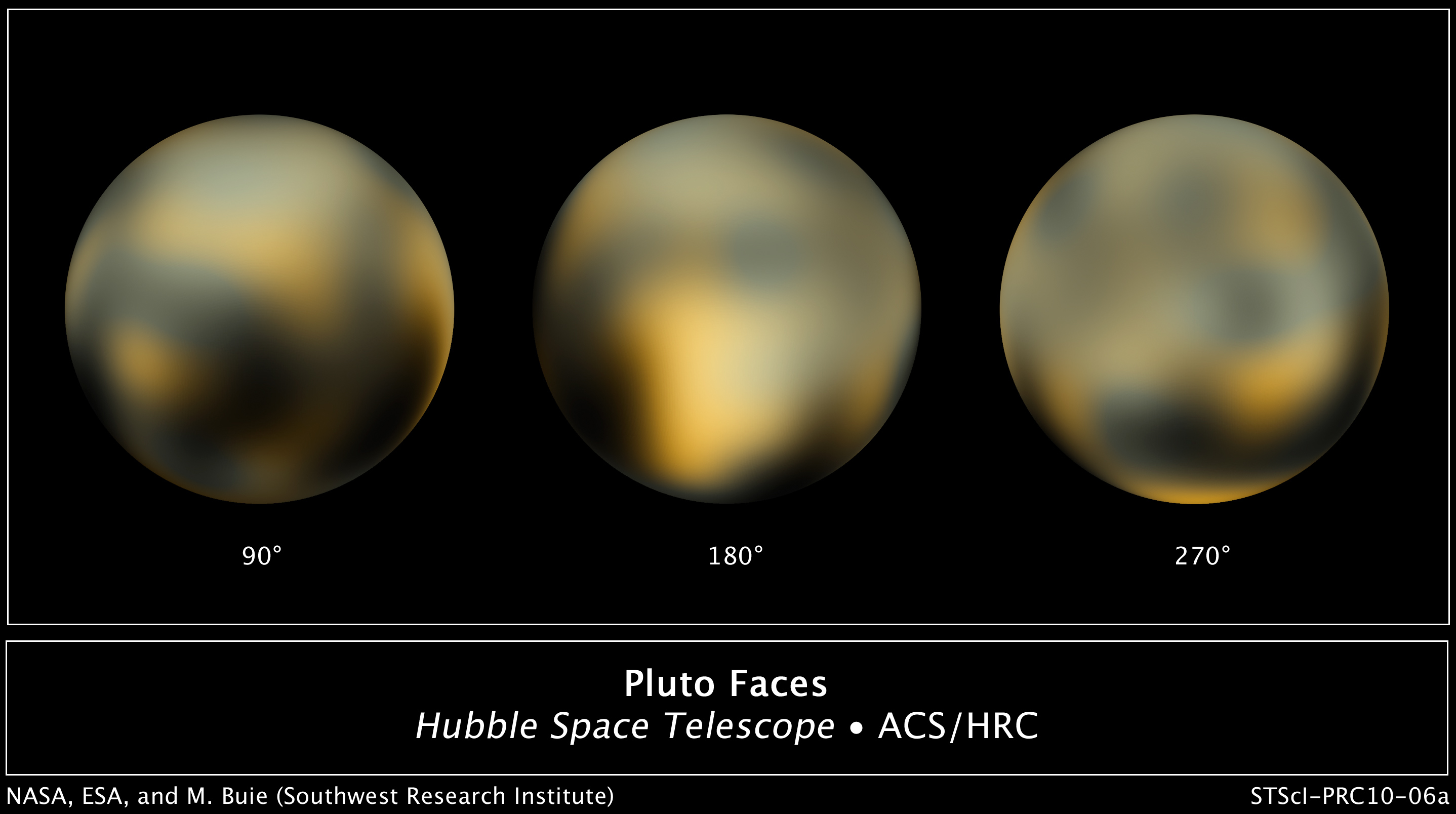
Três visões de Plutão de diferentes ângulos

A magnitude aparente média de Plutão é 15,1, aumentando para 13,65 durante o perélio. Para vê-lo, é necessário um telescópio com uma abertura de pelo menos 30 cm. Visto ao telescópio, ele tem aparência similar à de uma estrela e não possui disco visível devido ao seu diâmetro angular, que é de apenas 0,11"; até mesmo visto em telescópios grandes, Plutão é visto como um ponto iluminado, refletindo a luz do Sol.
A distância e os atuais limites de telescópios fazem com que seja que impossível fotografar detalhes da superfície de Plutão.
Os mapas mais antigos de Plutão, feitos na década de 1980, eram mapas do brilho de Plutão feitos a partir de observações de eclipses causados por sua maior lua, Caronte. Observações foram feitas com as mudanças do brilho total médio do sistema Plutão-Caronte durante os eclipses. Por exemplo, eclipsando um ponto brilhante de Plutão muda o brilho total mais do que eclipsando um ponto escuro. Processamentos por computador de muitas observações assim podem ser usados para gerar um mapa de brilho. Esse método também pode ser usado para observar mudanças no brilho ao longo do tempo.
Os mapas até então disponíveis de Plutão foram produzidos a partir de observações feitas pelo Telescópio Espacial Hubble, que ofereciam a melhor resolução possível com a tecnologia atual, e mostram vários detalhes, incluindo regiões polares e grandes pontos brilhantes. Os mapas são produzidos por um complexo processamento por computador, que encontra a melhor posição para as pequenas imagens do Hubble. Como as duas câmeras do Hubble usadas para gerar esses mapas não estão mais funcionando, esses mapas ficaram sendo os melhores mapas de Plutão até a visita da sonda New Horizons em 2015.
Esses mapas, juntos com a curva de luz de Plutão e as variações periódicos em seu espectro infravermelho, revelaram que a superfície de Plutão é notavelmente variável, com grandes mudanças no brilho e na cor. Plutão é um dos objetos com mais contraste do Sistema Solar, com tanto contraste quanto a lua de Saturno Jápeto. As cores variam entre preto, laranja escuro e branco. Buei et al. descreveu a superfície de Plutão como "bem menos vermelha que Marte, e bastante semelhante a Io, porém um pouco mais laranja".
A superfície de Plutão mudou entre 1994 e 2003: a região polar do norte ficou mais brilhante o hemisfério sul escureceu. A vermelhidão geral de Plutão também aumentou consideravelmente, entre 2000 e 2002. Essas mudanças rápidas provavelmente estão relacionadas a variações de estações do ano, que são grandes em Plutão devido à inclinação axial e à excentricidade orbital.
Análises espectroscópicas da superfície de Plutão revelaram que ela é composta mais de 98% de gelo de nitrogênio, com traços de metano e monóxido de carbono. Um hemisfério de Plutão contém mais gelo de metano, enquanto o outro contém mais gelo de nitrogênio e monóxido de carbono.

### Geologia

#### Estrutura

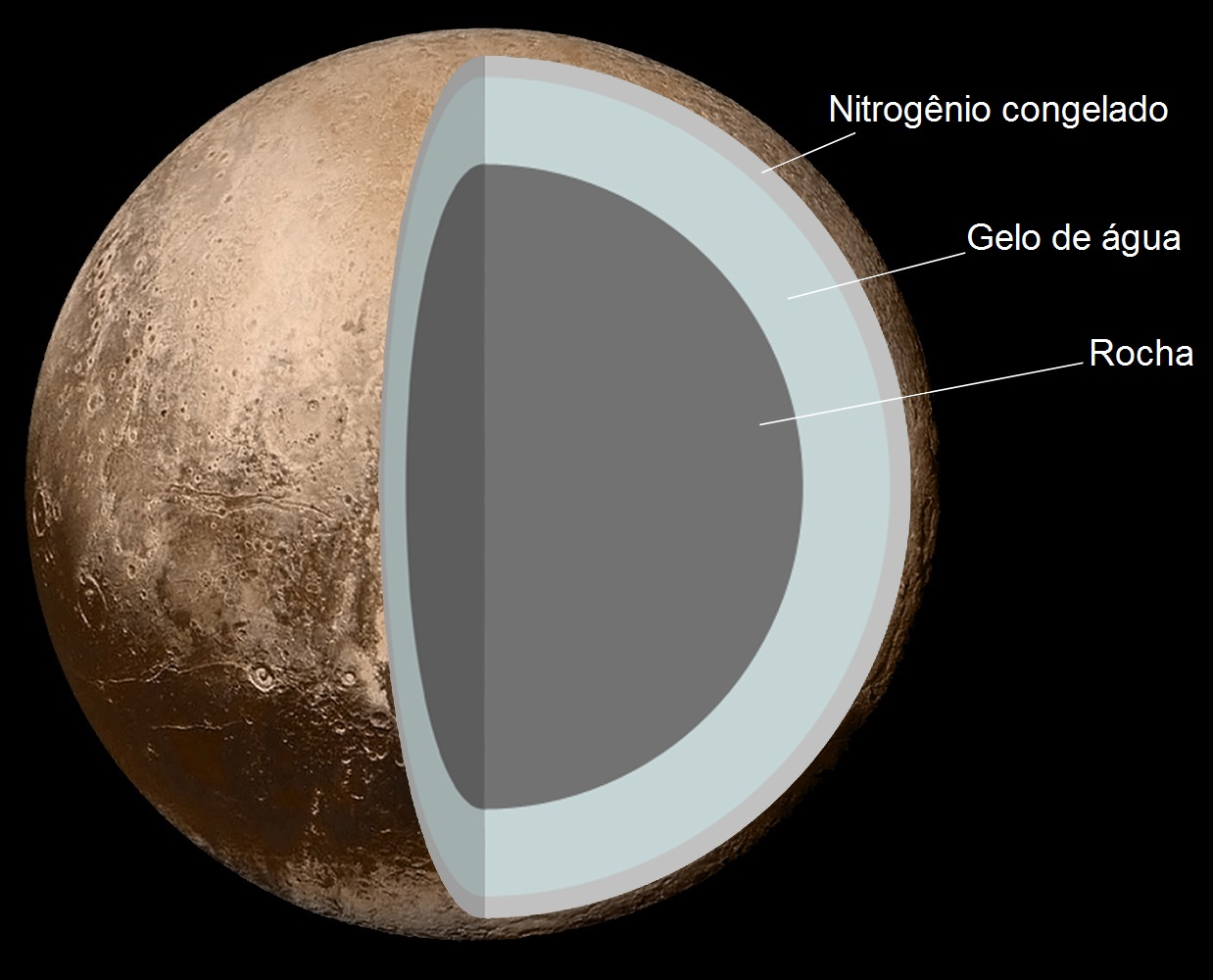
Estrutura teórica de Plutão (2006)

Observações de Plutão feitas pelo telescópio Hubble estimam uma densidade entre 1,8 e 2,1 g/cm3, sugerindo uma composição interna de aproximadamente 60% de rocha e 40% de gelo. Como a decadência de minerais radioativos eventualmente iria aquecer os gelos o suficiente para as rochas se separarem deles, cientistas esperam que a estrutura interna de Plutão seja diferenciada, com o material rochoso estabilizado em um denso núcleo cercado por um manto de gelo. O diâmetro do núcleo deve ser de cerca de 1 700 km, 70% do diâmetro de Plutão. É possível que o aquecimento continue atualmente, criando uma camada de oceano líquido de 100 a 180 km de profundidade no núcleo. O Institute of Planetary Research do DLR calculou que a relação densidade-raio de Plutão está em uma zona de transição, junto com Tritão, e entre satélites gelados como as luas de tamanho médio de Saturno e Urano e os satélites rochosos como Europa.

#### Massa e tamanho

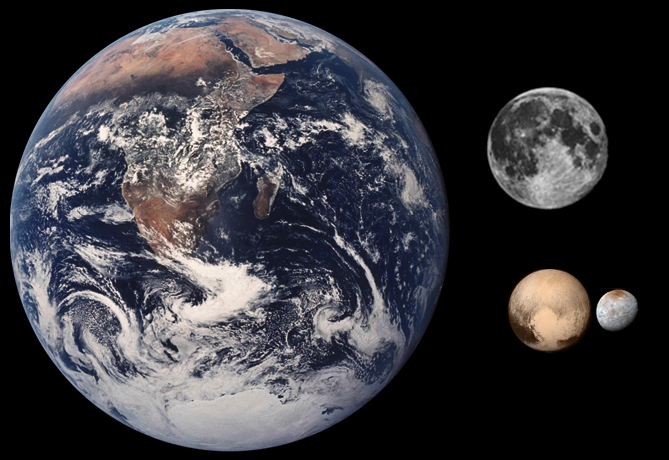
Comparação entre os pares Terra-Lua e Plutão-Caronte (abaixo, à direita)

A massa de Plutão é de 1,32×1022 kg, menos de 0,24% da massa da Terra, enquanto que as melhores estimativas para seu diâmetro são de 2 306 (± 20) km, aproximadamente 66% do diâmetro da Lua. Determinações do tamanho de Plutão são complicadas por sua atmosfera e névoa de hidrocarboneto.
Astrônomos, inicialmente pensando que Plutão era o Planeta X, inicialmente calcularam sua massa a partir dos efeitos em Urano e Netuno. Em 1955 foi calculado que Plutão tinha aproximadamente a mesma massa da Terra, e em 1971, outros cálculos abaixaram sua massa para aproximadamente a massa de Marte. No entanto, em 1976, Dale Cruikshank, Carl Pilcher e David Morrison, da Universidade do Havaí, calcularam seu albedo pela primeira vez, e foi descoberto que Plutão era muito luminoso para ter aquele tamanho e portanto não podia ter mais de 1% da massa da Terra. O albedo de Plutão é de 1,3 a 2,0 vezes maior que o da Terra.
| Ano  | Diâmetro | Notas                                                                   |
| ---- | -------- | ----------------------------------------------------------------------- |
| 1993 | 2 390 km | Millis, et al. (sem névoa)                                              |
| 1993 | 2 360 km | Millis, et al. (superfície & névoa)                                     |
| 1994 | 2 328 km | Young & Binzel                                                          |
| 2006 | 2 306 km | Buie, et al.                                                            |
| 2007 | 2 322 km | Young, Young, & Buie                                                    |
| 2011 | 2 360 km | Zalucha, et al.                                                         |
| 2014 | 2 368 km | Lellouch, et al.                                                        |
| 2015 | 2 374 km | Medição da sonda New Horizons (a partir de dados ópticos)               |
| 2017 | 2 376 km | Medição da sonda New Horizons (a partir de dados de ocultação de rádio) |

Em 1978, com a descoberta de Caronte, foi possível determinar a massa do sistema Plutão-Caronte pela primeira vez. Quando os efeitos gravitacionais de Caronte foram medidos, a verdadeira massa de Plutão pôde ser determinada. Observações de Plutão em ocultações por Caronte permitiu os cientistas medirem seu diâmetro, enquanto a invenção da óptica adaptativa permitiu determinar sua forma precisamente.
Entre os objetos do Sistema Solar, Plutão é menor que os planetas telúricos, e com menos 0,2 vezes a massa lunar é menos massivo que sete satélites naturais: Ganimedes, Titã, Calisto, Io, a Lua, Europa e Tritão. Plutão tem mais do dobro do diâmetro do planeta anão Ceres, o maior asteroide do cinturão de asteroides, e doze vezes sua massa. No entanto, ele é menos massivo que o planeta anão Éris, um objeto transneptuniano descoberto em 2006. Como há uma grande incerteza nas estimativas de diâmetro dos dois corpos, não se sabe qual é maior.

### Atmosfera

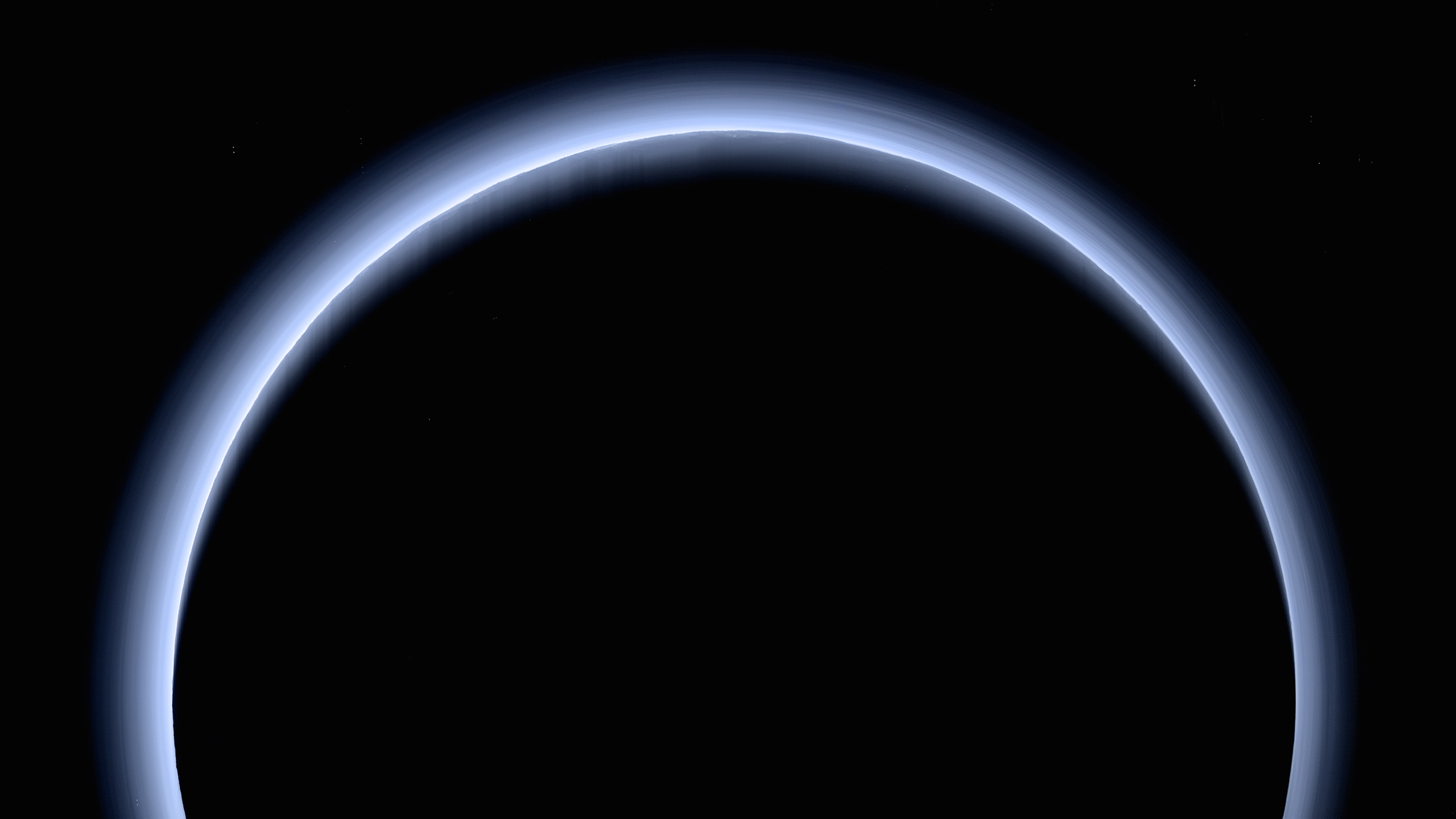
Imagem feita pela sonda New Horizons

A atmosfera de Plutão consiste em uma fina camada de nitrogênio, metano e gases de monóxido de carbono, que são derivados dos gelos dessas substâncias na superfície. Sua pressão superficial varia de 6,5 a 24 μbar. A órbita alongada de Plutão tem um grande efeito em sua atmosfera: conforme Plutão se distancia do Sol, a sua atmosfera congela gradualmente e cai na superfície, e quando ele se aproxima do Sol, a temperatura na sua sólida superfície aumenta, causando os gelos sublimarem para gás. Isso cria um efeito antiestufa: a sublimação esfria a superfície de Plutão. Recentemente foi descoberto que a temperatura de Plutão é de cerca de 43 K (−230 °C), 10 K mais fria do esperado.
A presença de metano, que é um poderoso gás do efeito estufa, na atmosfera de Plutão cria uma inversão térmica, com temperaturas 36 K mais quente 10 km acima da superfície. A atmosfera inferior contém uma concentração maior de metano que a atmosfera superior.
A primeira evidência da atmosfera de Plutão foi descoberta pelo Kuiper Airborne Observatory em 1985, a partir de observações de uma ocultação de uma estrela atrás de Plutão. Quando um objeto sem atmosfera passa na frente de uma estrela, ela desaparece bruscamente. No caso de Plutão, a estrela apenas escureceu gradualmente. A partir da taxa de escurecimento, foi determinado que a pressão atmosférica era de 0,15 pascal, aproximadamente 1/700 000 a da Terra. A conclusão foi confirmada e foi reforçada por outras observações de uma outra ocultação em 1988.
Em 2002, uma outra ocultação estelar por Plutão foi observada e analisada por equipes lideradas por Bruno Sicardy do Observatório de Paris, James L. Elliot do Instituto de Tecnologia de Massachusetts e Jay Pasachoff do Williams College. Surpreendentemente, a pressão atmosférica foi estimada em 0,3 pascal, mesmo que Plutão estivesse mais longe do Sol que em 1988 e portanto a sua atmosfera deveria estar mais fria e rarefeita. Uma explicação para isso é que em 1987 o polo sul de Plutão saiu da sombra pela primeira vez em 120 anos, causando o nitrogênio extra sublimar da calota polar. Vai levar décadas para que o excesso de nitrogênio condense para fora da atmosfera enquanto ele congela em direção à escura calota de gelo do polo norte. Dados do mesmo estudo revelaram o que pode ser a primeira evidência de vento na atmosfera de Plutão.
Em outubro de 2006, Dale Cruikshank do NASA/Ames Research Center e seus colegas anunciaram a descoberta espectroscópica de etano na atmosfera de Plutão. O etano é produzido pela fotólise ou radiólise (a conversão química orientada pela luz solar ou partículas carregadas) do metano congelado na superfície que então vai para a atmosfera.

## Satélites naturais

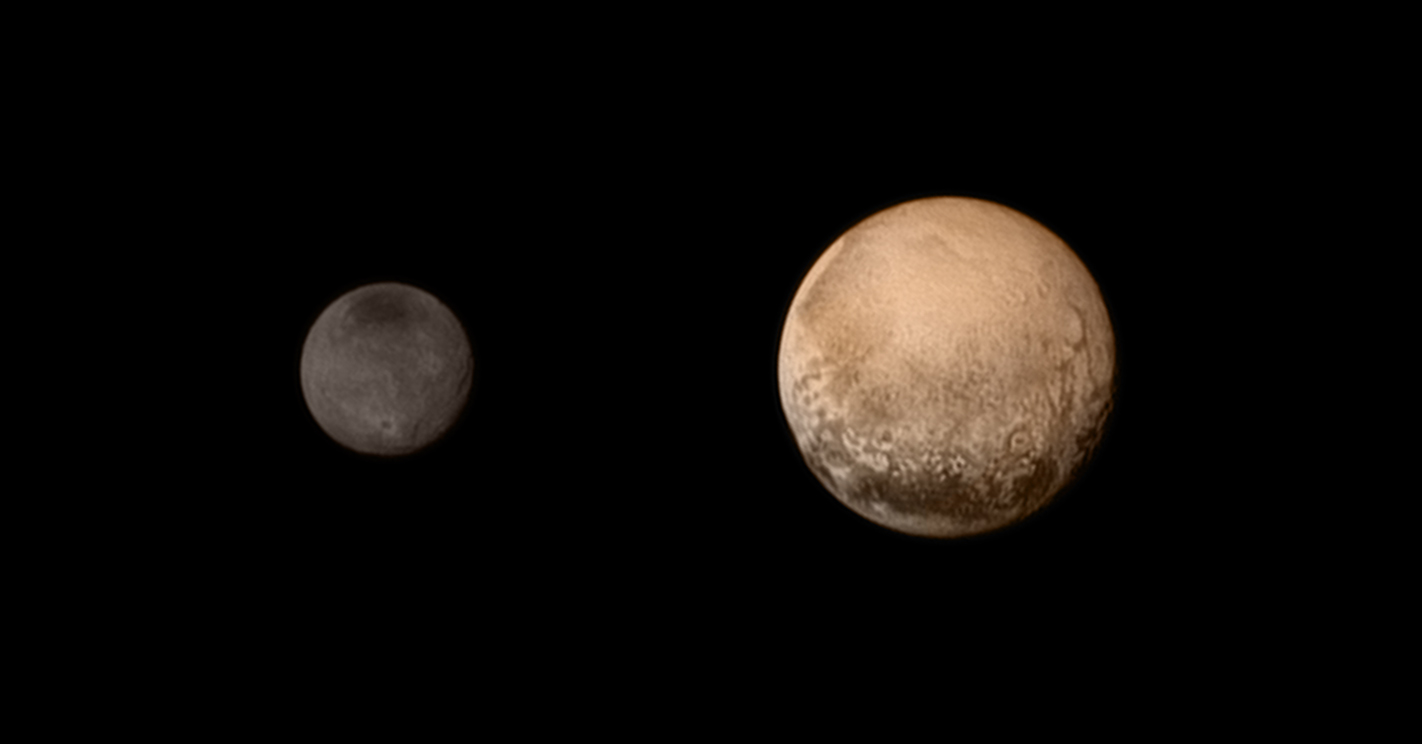
Fotografia de Plutão e Caronte feita pela sonda New Horizons

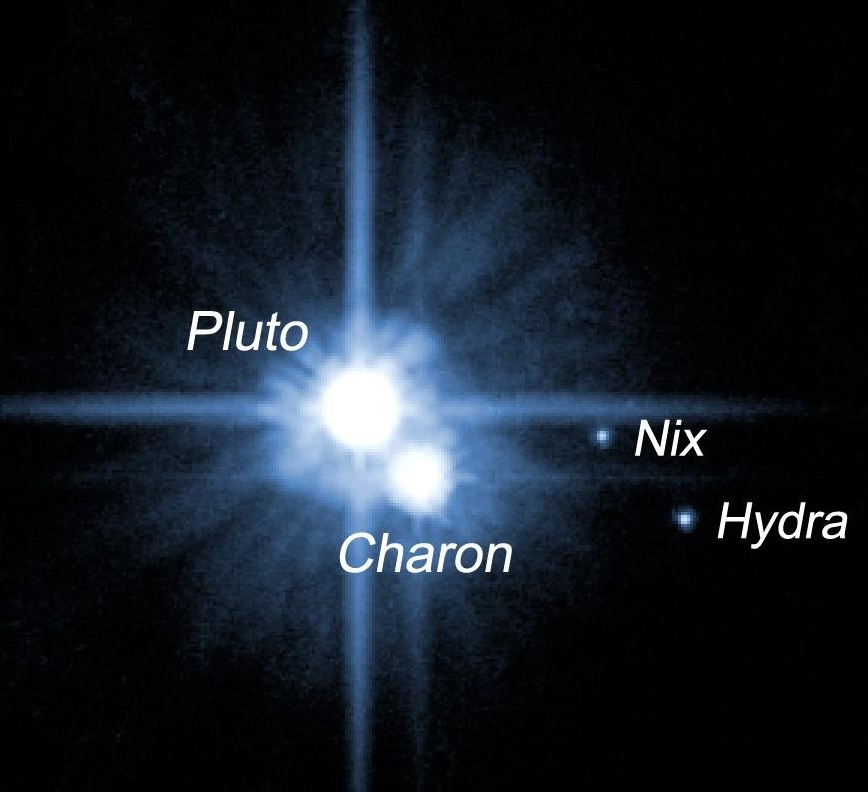
Plutão e três das cinco luas

Fotografia de Plutão e Caronte tirada pela New Horizons em janeiro de 2015

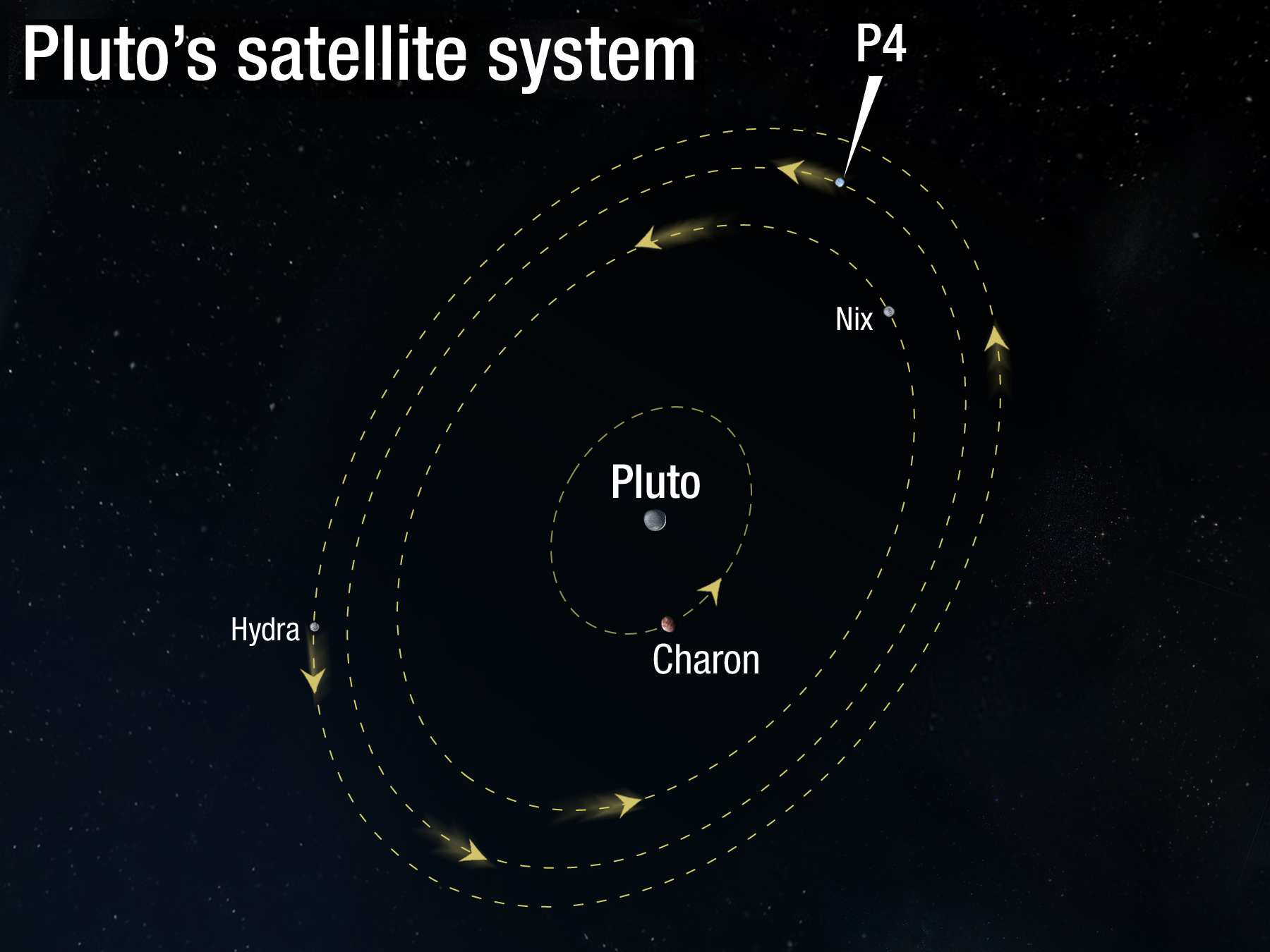
Diagrama do sistema de Plutão

Plutão possui cinco satélites naturais conhecidos: Caronte, descoberto em 1978 pelo astrônomo James Walter Christy, e outras quatro luas menores, Nix e Hidra, ambas descobertas em 2005, Cérbero, descoberta em 2011, e Estige, descoberta em julho de 2012.
As luas de Plutão estão estranhamente perto de Plutão em comparação com outros sistemas. Luas poderiam potencialmente orbitar Plutão a mais de 53% (69%, se retrógradas) do raio da esfera de Hill, a zona gravitacional estável da influência de Plutão. Psámata, por exemplo, orbita Netuno a 40% do raio de Hill. No caso de Plutão, somente os 3% internos da zona são ocupados por satélites. De acordo com os descobridores, o sistema de Plutão aparenta ser "altamente compacto e amplamente vazio", embora outros apontem a possibilidade de um sistema de anéis.

### Caronte

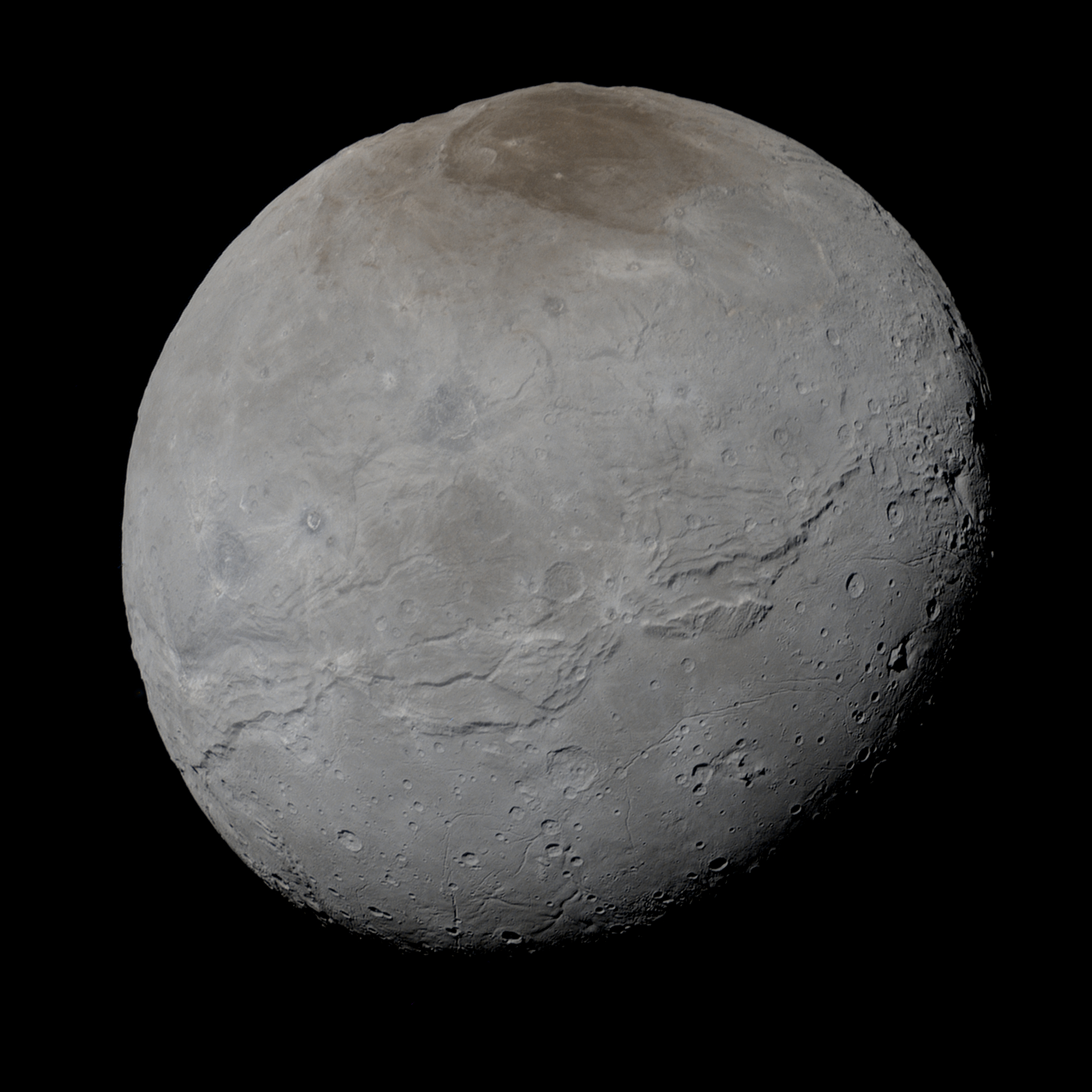
Caronte, a maior lua de Plutão, em imagem obtida pela sonda New Horizons

O sistema Plutão-Caronte é notável por ser o maior dos poucos planetas binários do Sistema Solar, definidos assim quando o baricentro se localiza acima da superfície do corpo primário (617 Patroclus é um exemplo menor). Isso e o grande tamanho de Caronte em relação a Plutão levou alguns astrônomos a chamá-lo de um planeta anão duplo. O sistema também é incomum pelo fato de haver acoplamento de marés nele, ou seja, o lado de Plutão virado para Caronte é sempre o mesmo e vice-versa. Por causa disso, o período de rotação dos dois corpos é igual ao período orbital em volta do centro de massa comum. Como Plutão gira de lado em relação ao plano orbital, o sistema Caronte também faz isso. Em 2007, observações de hidrato de amônia e cristais de água na superfície de Caronte feitas pelo Observatório Gemini sugerem a presença de crio-gêiseres ativos.

### Nix e Hidra
Duas luas de Plutão adicionais foram fotografadas pelo Telescópio Espacial Hubble em 15 de maio de 2005, que receberam as designações provisórias S/2005 P 1 e S/2005 P 2. A União Astronômica Internacional nomeou oficialmente essas luas de Nix e Hidra em 21 de julho de 2006.
Essas pequenas luas orbitam Plutão a aproximadamente duas e três vezes, respectivamente, a distância de Plutão a Caronte: Nix a 48 700 km e Hidra a 64 800 km do baricentro do sistema. Elas têm órbitas prógradas quase circulares que estão no mesmo plano orbital de Caronte e estão bem perto de uma ressonância orbital 4:1 e 6:1 com Caronte.

Observações de Nix e Hidra para revelar características individuais estão em andamento. Às vezes Hidra é mais brilhante que Nix, sugerindo que é maior ou possui partes da sua superfície que variam o brilho. Os tamanhos são estimados a partir dos albedos. A similaridade espectral de Nix, Hidra e Caronte sugerem um albedo de 35%, similar ao de Caronte. Esse valor resulta em um diâmetro estimado de 46 km para Nix e 61 km para Hidra. O limite do diâmetro pode ser estimado assumindo o albedo de 4% dos objetos mais escuros do cinturão de Kuiper. Esses limites são de (137 ± 11) km e (167 ± 10) km, respectivamente. 

Ilustração do movimento de rotação Plutão-Caronte

A descoberta de duas pequenas luas sugerem que Plutão pode ter um sistema de anéis variável. Impactos de pequenos corpos podem criar detritos que podem virar anéis planetários. Dados de uma pesquisa óptica pela Advanced Camera for Surveys do Hubble sugerem que não há nenhum sistema de anéis em Plutão. Se um anel existir, ele é tênue como os anéis de Júpiter ou está fortemente confinado a menos de 1 000 km de largura.

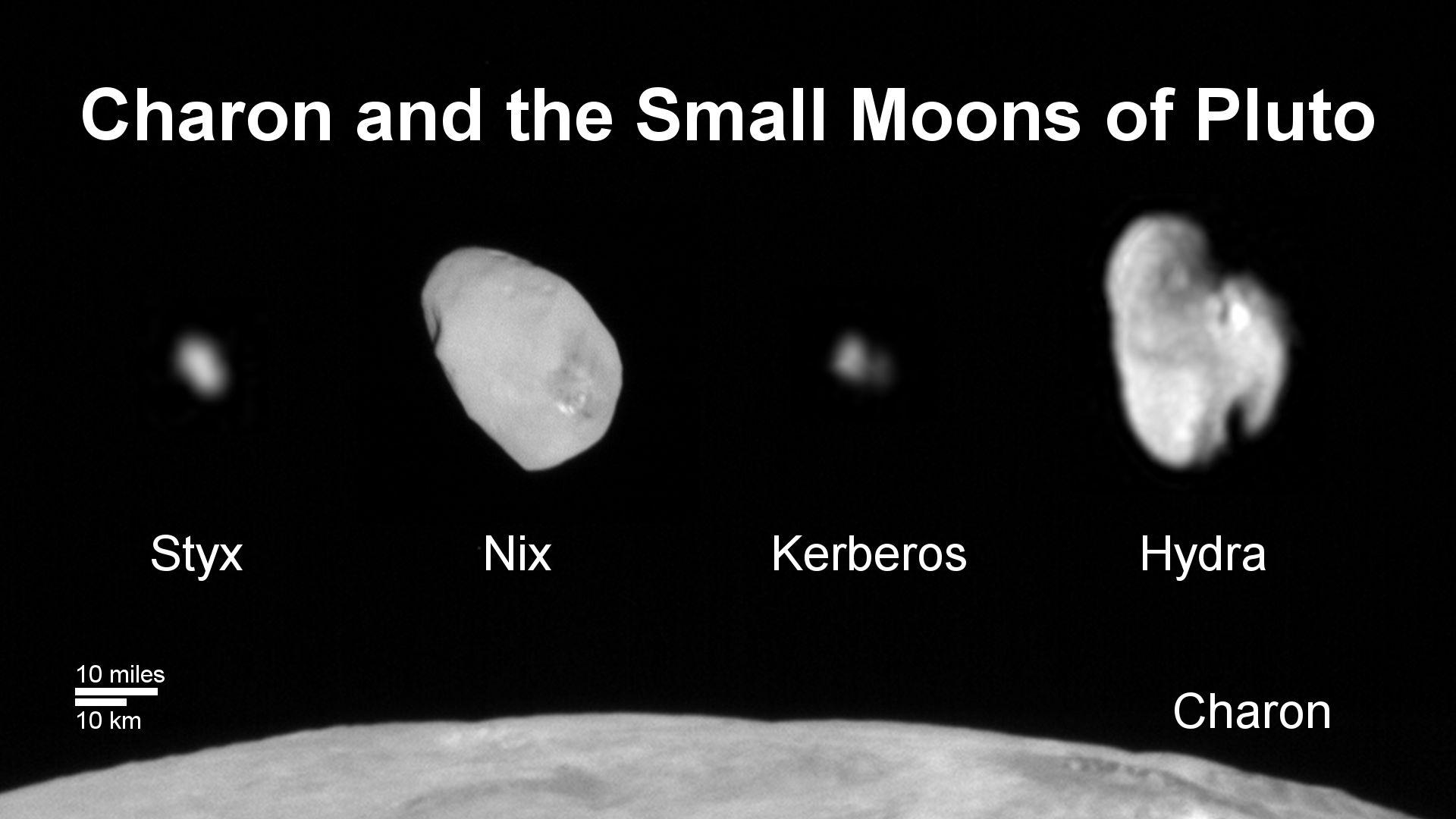
Luas de Plutão: Caronte (a maior delas), Hidra, Nix, Cérberos e Estige

Conclusões similares foram feitas a partir de estudos de ocultações. Ao fotografar o sistema de Plutão, observações do Hubble colocaram limite em qualquer lua adicional. Com 90% de certeza, nenhuma lua adicional com mais de 12 km (ou no máximo 37 km com um albedo de 0,041) existe além do brilho de Plutão cinco segundos de arco do planeta anão. Isso assume um albedo de 0,38 como o de Caronte; com 50% de certeza o limite é 8 km.
Hipotetiza-se que as luas de Plutão tenham se originado a partir da colisão entre este e um outro corpo de tamanho similar, nos primórdios da formação do sistema solar. A colisão teria liberado material que se consolidou nas luas que atualmente orbitam Plutão. No entanto, a lua Cérberos possui um albedo muito menor que as outras luas, o que é difícil de explicar tendo por base a hipótese de colisão gigante.
| Nome    | Imagem | Ano de descoberta | Diâmetro (km)    | Massa (kg)             | Raio orbital (km) | Período orbital (dias) |
| ------- | ------ | ----------------- | ---------------- | ---------------------- | ----------------- | ---------------------- |
| Plutão  |        | 1930              | 2376,6 (68% Lua) | 13 050 ×1018 (18% Lua) | 2 040 (0,6% Lua)  | 6,3872 (25% Lua)       |
| Caronte |        | 1978              | 1207,2 (35% Lua) | 1 520 ×1018 (2% Lua)   | 17 530 (5% Lua)   | 6,3872 (25% Lua)       |
| Hidra   |        | 2005              | 61               | 0,391 ×1018            | 64 749            | 38                     |
| Nix     |        | 2005              | 46               | 1 ×1018                | 48 708            | 24,9                   |
| Cérbero |        | 2011              | 28               | 1.65 × 1016            | 59 000            |                        |
| Estige  |        | 2012              | 20               |                        | ~42 000 +/- 2 000 |                        |

## Origens

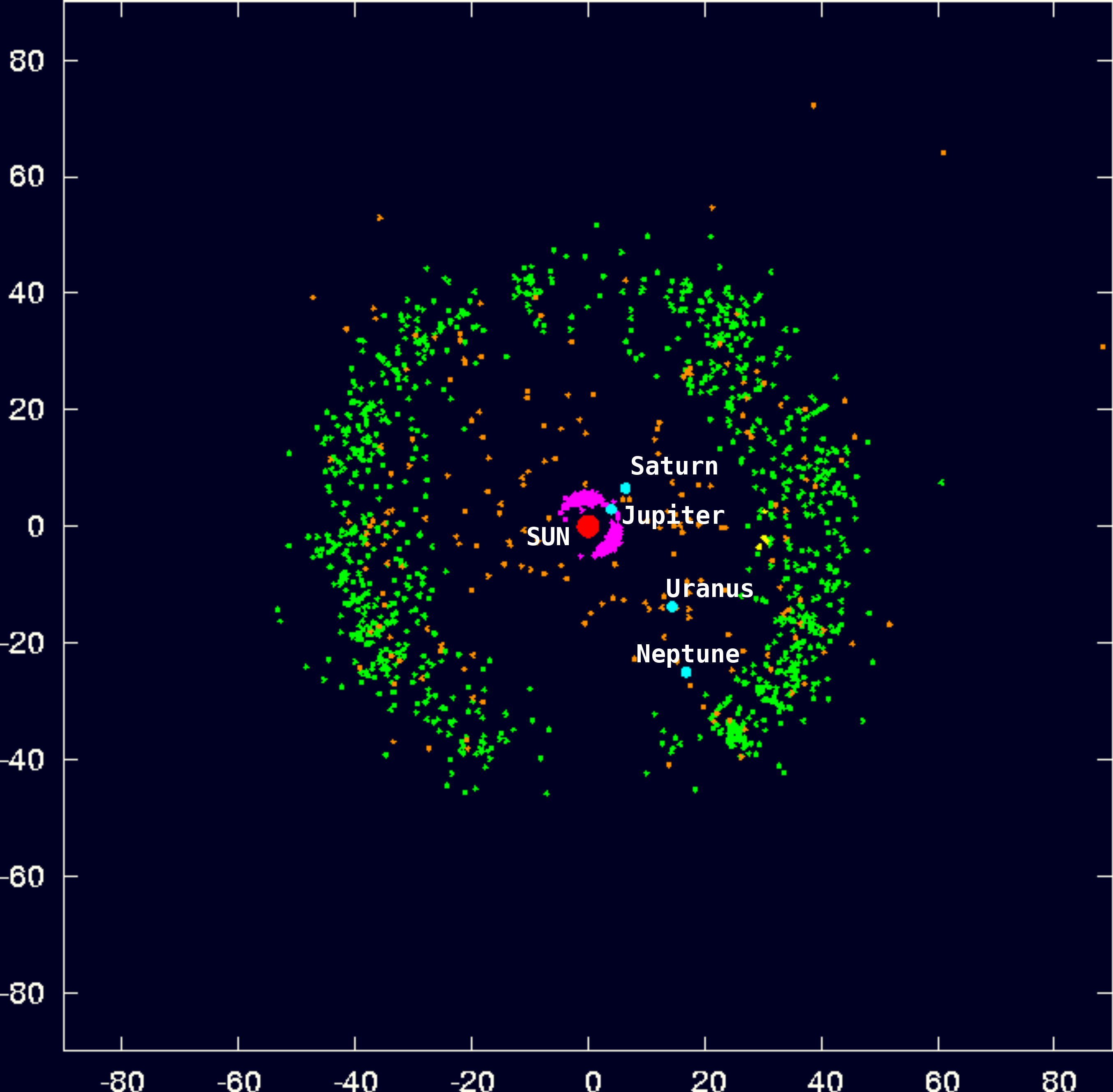
Membros conhecidos do cinturão de Kuiper, junto com os planetas gasosos

A origem e identidade de Plutão vem intrigando astrônomos. Uma hipótese inicial era que Plutão era uma lua que escapou de Netuno, e foi jogado para longe pela sua maior lua, Tritão. Essa teoria foi bastante criticada porque Plutão nunca chega perto de Netuno em sua órbita.
A verdadeira localização de Plutão no Sistema Solar começou a ser revelada apenas em 1992, quando astrônomos descobriram uma população de pequenos objetos gelados além de Netuno que eram similares a Plutão não apenas em órbita mas em tamanho e composição também. Acredita-se que essa população transneptuniana é a fonte de muitos cometas de curto período. Atualmente acredita-se que Plutão seja o maior membro do cinturão de Kuiper, um anel estável de objetos localizados entre 30 e 50 UA do Sol. Assim como outros objetos do cinturão de Kuiper, Plutão compartilha características com cometas. Por exemplo, o vento solar está gradualmente assoprando a superfície de Plutão para o espaço, assim como os cometas. Se Plutão fosse colocado tão perto do Sol quanto a Terra, ele iria desenvolver uma cauda, como os cometas fazem.
Embora Plutão seja o maior dos objetos conhecidos do cinturão de Kuiper, a lua de Netuno Tritão, que é um pouco maior que Plutão, é similar a ele tanto geológica quanto atmosfericamente; por isso, acredita-se que seja um objeto do cinturão de Kuiper que foi capturado. Éris também é maior que Plutão, mas não é considerado um objeto do cinturão de Kuiper estritamente; em vez disso, é considerado membro de uma população próxima, chamada disco disperso.
Um grande número de objetos do cinturão de Kuiper, como Plutão, está em uma ressonância orbital 3:2 com Netuno. Objetos transnetunianos assim são chamados de plutinos, nome dado a partir de Plutão.
Assim como outros membros do cinturão de Kuiper, pensa-se que Plutão seja um planetesimal residual, um componente do disco protoplanetário original ao redor do Sol que falhou em virar um planeta completamente desenvolvido. Muitos astrônomos concordam que foi a migração planetária sofrida por Netuno na formação do Sistema Solar que trouxe Plutão para a sua posição atual. Durante a migração, Netuno se aproximou dos objetos do cinturão de Kuiper, quando capturou Tritão e deixou outros objetos em ressonância ou com órbita caótica. Os objetos do disco disperso provavelmente foram colocados em suas posições atuais devido a interações com Netuno durante a migração. Um modelo de computador de 2004 feito por Alessandro Morbidelli, do Observatoire de la Côte d'Azur em Nice, sugere que a migração de Netuno para o cinturão de Kuiper pode ter sido causada pela formação de uma ressonância 1:2 entre Júpiter e Saturno, que criou um empurrão gravitacional que moveu tanto Urano quanto Netuno para órbitas maiores e os fez trocarem de lugar, dobrando a distância de Netuno ao Sol. A expulsão resultante de objetos do proto-cinturão de Kuiper pode explicar também o intenso bombardeio tardio, ocorrido 600 milhões de anos após a formação do Sistema Solar, e a origens dos asteroides troianos de Júpiter. É possível que Plutão tenha tido uma órbita quase circular a cerca de 33 UA do Sol antes das perturbações causadas pela migração de Netuno. O modelo de Nice requer que tenha havido cerca de mil objetos do tamanho de Plutão no disco planetesimal original, que podem incluir os corpos que formaram Tritão e Éris.

## Exploração
Plutão apresenta grandes desafios para naves espaciais devido à sua pequena massa e grande distância da Terra. A Voyager 1 poderia ter visitado Plutão, mas os controladores optaram por um sobrevoo pela lua de Saturno Titã, resultando em uma trajetória incompatível com um sobrevoo por Plutão. A Voyager 2 nunca teve uma trajetória plausível para sobrevoar Plutão. Nenhuma tentativa séria de explorar Plutão ocorreu até a década de 1990, quando foi proposto o Pluto Kuiper Express, cujo lançamento estava previsto para 2004. Porém, em 2000, a NASA teve que cancelar essa missão, citando aumento nos custos e atraso do veículo de lançamento.
Depois de uma intensa batalha política, foi concedido financiamento para uma outra missão para explorar Plutão, chamada de New Horizons. A sonda New Horizons foi lançada com sucesso em 19 de janeiro de 2006. O líder da missão, Alan Stern, confirmou que algumas das cinzas de Clyde Tombaugh, que morreu em 1997, foram colocadas a bordo dela.

Primeiros sinais de Plutão pela New Horizons

No início de 2007, a sonda usou a gravidade assistida de Júpiter. A sua maior aproximação de Plutão ocorreu em 14 de julho de 2015. Observações científicas começaram cinco meses da aproximação máxima e continuaram por um mês depois dela. A New Horizons tirou as suas primeiras fotos de Plutão no final de setembro de 2006, durante um teste do Long Range Reconnaissance Imager (LORRI). As imagens, tiradas de uma distância de aproximadamente 4,2 bilhões de quilômetros, confirmaram a habilidade da sonda em seguir objetos distantes, algo importante para ir em direção a Plutão e outros objetos do cinturão de Kuiper.
A sonda New Horizons conta com diversos instrumentos científicos, como instrumentos para criar mapas da superfície, para fazer análises atmosféricas e espectrômetros. A energia elétrica usada por esses instrumentos é fornecida por um único gerador termoelétrico de radioisótopos, que geralmente é usado em missões que não podem utilizar a energia solar.
As luas Nix e Hidra podem gerar desafios imprevistos para a New Horizons. Detritos de colisões entre os objetos do cinturão de Kuiper e elas, com as suas velocidades de escape relativamente baixas, pode produzir um pequeno anel de poeira. Se a sonda voar em um sistema de anéis assim, há uma possibilidade de ela ser atingida por micrometeoritos que poderiam desabilitá-la.

## Classificação

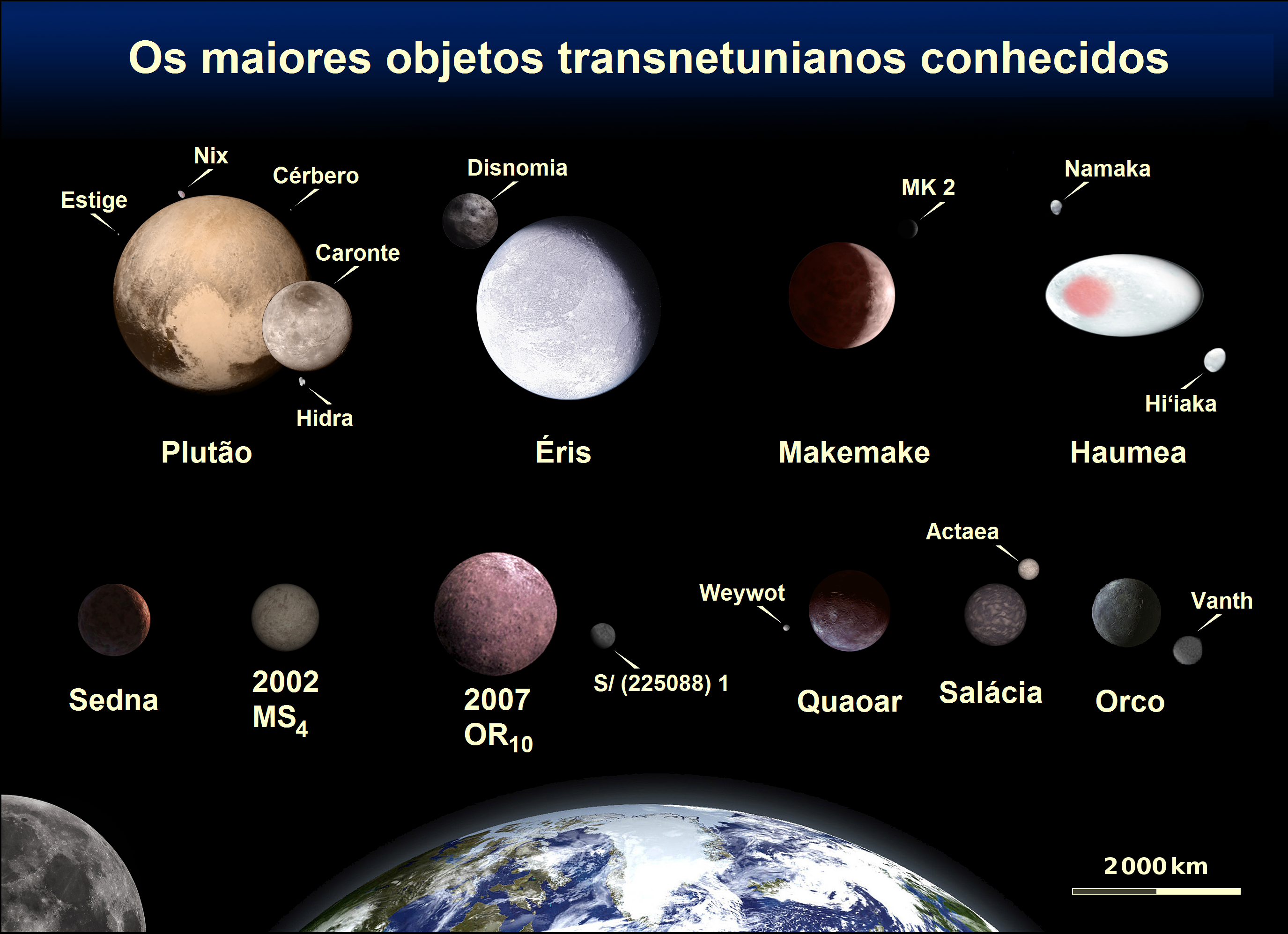
Comparação de tamanho entre Plutão e alguns objetos transneptunianos

Após a determinação do lugar de Plutão no cinturão de Kuiper, a sua classificação oficial como um planeta começou a ser controversa.
Diretores de museus e planetários ocasionalmente criaram controvérsia por omitir Plutão de modelos planetários do Sistema Solar. O Planetário Hayden reabriu em 2000 com um modelo de apenas oito planetas. A controvérsia foi muito discutida na época.
Em 2000 foi descoberto o objeto transneptuniano 50000 Quaoar, com um diâmetro na época pensado ser de aproximadamente 1 260 km, cerca de metade do de Plutão. Em 2004, os descobridores de 90377 Sedna colocaram um limite de 1 800 km no seu diâmetro, próximo ao de Plutão (2 320 km), embora esse valor tenha caído para 1 600 em 2007. Foi argumentado que assim como Ceres, Palas, Juno e Vesta perderam a classificação de planeta após a descoberta de outros asteroides parecidos, Plutão também deveria deixar de ser planeta após a descoberta de corpos celestes de aspecto semelhante.
Em 29 de julho de 2005, foi anunciada a descoberta de Éris, pela equipe liderada pelo astrônomo Michael E. Brown, do Instituto de Tecnologia da Califórnia. Éris, que tem aproximadamente o mesmo tamanho de Plutão, foi o maior objeto do Sistema Solar descoberto desde a descoberta de Tritão em 1846. Os descobridores de Éris e a imprensa chamavam-no inicialmente de "o décimo planeta", embora não tenha havido nenhum consenso na época de forma a considerá-lo um planeta oficial. Outros astrônomos consideraram a descoberta de Éris um dos argumentos mais fortes para reclassificar o planeta como um asteroide.

### Classificação de 2006 da UAI
Em 2006, a UAI criou uma definição formal para o termo planeta. De acordo com essa definição, há três condições principais para um objeto ser considerado um planeta:
1. O objeto precisa estar em órbita ao redor do Sol;
2. O objeto precisa ser massivo o suficiente para ser esférico pela própria gravidade. Mais especificamente, sua própria gravidade precisa puxar ele para uma forma de equilíbrio hidrostático;
3. Ele precisa ser gravitacionalmente dominante.[155][156]

Plutão não cumpriu a terceira condição, já que a sua massa é de apenas 0,07 vezes a massa dos outros objetos de sua órbita (a massa da Terra, por contraste, é 1,7 milhões de vezes a massa dos outros objetos de sua órbita). Então a UAI decidiu que Plutão seria incluído em uma nova categoria chamada planeta anão, e que ele seria o protótipo da categoria de objetos transneptunianos plutoides.
Em 13 de setembro de 2006, A UAI incluiu Plutão, Éris e Disnomia no catálogo de asteroides mantido pelo Minor Planet Center, dando a eles as designações oficiais (134 340) Plutão, (136 199) Éris e (136 199) Éris I Disnomia. Se Plutão recebesse essa designação logo após a sua descoberta, o número seria perto de mil, ao invés de mais de cem mil.
Houve resistência na comunidade astronômica em relação à reclassificação de Plutão. Alan Stern, principal investigador da missão New Horizons, ridicularizou publicamente a decisão da UAI, declarando que "a definição cheira mal, por razões técnicas". A argumentação de Stern é que pelos termos da nova definição, a Terra, Marte, Júpiter e Netuno, que compartilham suas órbitas com asteroides, deixariam de ser planetas. Ele também disse que menos de 5% dos astrônomos mundiais votaram na nova definição, e que ela não representou toda a comunidade astronômica. Marc W. Buie, do Observatório Lowell, manifestou sua opinião sobre a nova definição em seu site e é um dos peticionários contra a definição. Outros astrônomos apoiaram a UAI, como Mike Brown, o descobridor de Éris, que disse: "a ciência está se autocorrigindo eventualmente, mesmo quando fortes emoções estão envolvidas". Em decorrência da descoberta de Éris, o estopim para a reclassificação de Plutão, em 2010, Michael Brown publicou o livro How I Killed Pluto and Why It Had It Coming, em que ele humoristicamente refere-se a si mesmo como o homem que matou Plutão.
Em 14 de agosto de 2008, astrônomos se reuniram no Applied Physics Laboratory para uma conferência sobre a atual definição de planeta chamada de "O Grande Debate de Planeta". Nela foi publicada um comunicado dizendo que os cientistas não poderiam chegar em um consenso sobre a definição de planeta. Um pouco antes da conferência, em 11 de junho de 2008, a UAI anunciou que o termo plutoide iria ser usado para descrever Plutão e outros objetos similares a ele que têm um semieixo maior maior que o de Netuno e massa suficiente para serem praticamente esféricos.

### Reação pública à mudança
A recepção à decisão da UAI foi misto. Enquanto alguns aceitaram a reclassificação de Plutão, outros procuraram reclassificar Plutão a planeta com petições online pedindo para a UAI fazer isso. Uma resolução introduzida por alguns membros da assembleia do estado da Califórnia denunciaram a UAI por "heresia científica", e outros crimes. A Câmara dos Representantes do Novo México passou uma resolução em homenagem a Tombaugh, que foi um residente daquele estado, e declarou que Plutão sempre será considerado um planeta lá e que 13 de março de 2007 é o dia de Plutão. O Senado de Illinois passou uma resolução similar em 2009, com base no fato de Clyde Tombaugh ter nascido em Illinois. A resolução afirmou que Plutão foi injustamente rebaixado a planeta anão pela UAI.
Alguns também rejeitaram a reclassificação, citando desacordo na comunidade científica, ou por razões sentimentais, dizendo que sempre vão conhecer Plutão como um planeta independentemente da decisão da UAI.

### Plutoed
O verbo "to pluto" (plutoed, no particípio; "plutar" em tradução livre) é um neologismo criado a partir do rebaixamento de Plutão a planeta anão. Em janeiro de 2007, a American Dialect Society escolheu "plutoed" como sua Palavra do Ano de 2006, definindo "to pluto" como "rebaixar ou desvalorizar alguém ou alguma coisa", como aconteceu com o ex-planeta Plutão após a decisão da UAI em 2006.
Cleveland Evans, o presidente da sociedade, disse a razão para a Palavra do Ano ser plutoed: "Nossos membros acreditam que a emocional reação pública ao rebaixamento de Plutão mostra a importância de Plutão como um nome. Nós podemos não acreditar mais no deus romano Plutão, mas nós ainda temos um senso de conexão com o ex-planeta".